# Бенц, Никки
Ни́кки Бе́нц (англ. Nikki Benz, настоящее имя — А́лла Монча́к (англ. Alla Montchak); род. 11 декабря 1981 в Мариуполе, Украинская ССР) — канадская порнографическая актриса, ведущая и бывшая модель украинского происхождения.

## Биография
Родилась Алла 11 декабря 1981 года в Мариуполе в семье инженеров. В 7 лет переехала с родителями в Торонто, Канада. Ещё до 18-летия стала работать моделью, позировала в бикини.

## Дальнейшая карьера

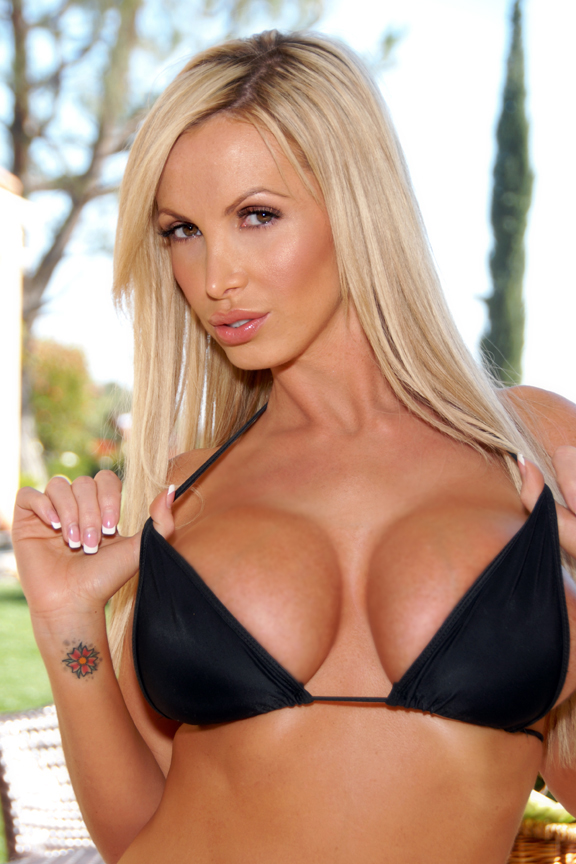
Никки Бенц в 2009 году

В порнобизнес Никки пришла вскоре после совершеннолетия, познакомившись незадолго до этого с известным режиссёром. В январе 2003 года Никки подписала контракт со студией Pleasure Productions. Первая сцена с ней появилась в фильме Strap On Sally # 20, где компанию ей составила известная порноактриса Джина Линн. Её первая сцена в категории «мальчик-девочка» — с Беном Инглишем (англ. Ben English) в фильме The Sweetest Thing. Она несколько раз ездила из Торонто в Лос-Анджелес, прикидывая более выгодные решения по продвижению своей дальнейшей карьеры. Всё это время Никки соблюдала все обязательства перед компанией Pleasure Productions, с которой у неё был подписан договор на 18 месяцев.
По истечении контракта в сентябре 2004 года Никки переехала в Лос-Анджелес, где сразу по приезде был подписан контракт с компанией Джилл Келли — «Jill Kelly Productions». Через год Никки подписала также контракт со студией TeraVision. В июне 2006 года в компании начался кризис. В общей череде этих неприятностей, у Никки заканчивался контракт с этой компанией, также как и у её подруги Люси Ли (англ. Lucy Lee). После расставания с TeraVision Никки была нанята компанией Direct Models.
Бенц снимается для многих известных журналов, в числе которых: Penthouse, High Society, Genesis, Fox, OUI, Cheri, Hustler, Club и Club International. В мае 2006 года Никки была признана «Hustler Honey». Она принимала участие в проекте KSEX — «Contract Superstars» (рус. Суперзвезды По Контракту) вместе с Лейси Харт, Эшли Стил (англ. Ashley Steele), Сторми Дэниэлс и Тайлер Фэйт (англ. Tyler Faith). Никки часто задействована в съёмках в разных студиях: Brazzers, Bang Bros и т. д. В 2007 году Никки Бенц была выдвинута на премию AVN в номинации «Наиболее ценная звезда».
На 2019 год снялась в 522 порнофильмах.
В 2020 году стала соведущей Эмили Блум на 37-й церемонии вручения наград AVN.

### Вне порнобизнеса
Никки является болельщицей хоккейного клуба «Торонто Мейпл Лифс». В мае 2014 года Никки объявила, что выдвинет свою кандидатуру на пост мэра Торонто, но с выборов была снята за просроченное водительское удостоверение.
К игре «Saints Row: The Third» был выпущен специальный пак Penthouse Pack с героинями, чьи внешности были взяты у известных порноактрис: специально для выпуска этого пака снималась и Никки.

## Премии и номинации
- 2006 Entertainer of the Year (Adult Night Club & Exotic Dancer Awards Show)
- 2007 Feature Porn Star Performer of the Year (Adult Night Club & Exotic Dancer Awards Show)
- 2008 F.A.M.E. Awards номинация за Hottest Body[9]
- 2010 AVN Award номинация — Best All-Girl Three-Way Sex Scene — Penthouse: Slave for a Night[10]
- 2010 F.A.M.E. Award номинация — Hottest Body, Favorite Female Starlet, Favorite Breasts[11]